# Regiunea Mureș

Regiunea Mureș în cadrul împărţirii administrative a României 1950-1952

Regiunea Mureș a fost o diviziune administrativ-teritorială situată în centrul Republicii Populare Române, înființată în anul 1950, când au fost desființate județele (prin Legea nr.5/6 septembrie 1950). Ea a existat până în anul 1952, când teritoriul său a fost încorporat în regiunile Autonomă Maghiară și Cluj. 

## Istoric
Reședința regiunii a fost la Târgu Mureș, iar teritoriul său cuprindea o suprafață asemănătoare cu cea a actualului județ Mureș, precum și porțiuni din actualele județe Alba și Harghita. În anul 1952 a fost desființată; raioanele vestice Luduș și Sărmaș au trecut la regiunea Cluj, în timp ce restul raioanelor au fost încorporate în Regiunea Autonomă Maghiară.

## Vecinii regiunii Mureș
Regiunea Mureș se învecina:
- 1950-1952: la est cu regiunea Bacău, la sud cu regiunile Stalin și Sibiu, la vest cu regiunile Hunedoara și Cluj, iar la nord cu regiunile Rodna și Suceava.

## Raioanele regiunii Mureș
Între 1950 și 1952, Regiunea Mureș cuprindea 7 raioane: Gheorgheni, Luduș (30 de comune), Reghin (44 de comune), Sângeorgiu de Pădure (25 de comune), Sărmaș, Târgu Mureș (50 de comune) și Târnăveni (25 de comune), plus orașul de importanță regională Târgu Mureș și orașele de importanță raională Blaj, Gheorgheni, Reghin și Târnăveni.